# Salulani Phiri
Salulani Phiri (ur. 4 października 1994) – zambijski piłkarz grający na pozycji defensywnego pomocnika. Od 2021 jest zawodnikiem klubu Zanaco FC.

## Kariera klubowa
Swoją karierę piłkarską Phiri rozpoczął w klubie Zanaco FC. W sezonie 2012 zadebiutował w nim w pierwszej lidze zambijskiej. W debiutanckim sezonie wywalczył mistrzostwo Zambii. W sezonie 2015 został wicemistrzem, a w sezonie 2016 - ponownie mistrzem Zambii.
Na początku 2017 roku Phiri przeszedł do południowoafrykańskiego Polokwane City FC. Swój debiut w nim zanotował 18 lutego 2017 w zremisowanym 1:1 domowym meczu z Ajaksem Kapsztad. W sezonie 2019/2020 spadł z nim z Premier Soccer League do National First Division.
Latem 2021 Phiri wrócił do Zanaco FC.
| Sezon   | Klub              | Kraj              | Rozgrywki      | Mecze | Bramki |
| ------- | ----------------- | ----------------- | -------------- | ----- | ------ |
| 2012    | Zanaco FC         | Zambia            | Premier League | ?     | ?      |
| 2013    | Zanaco FC         | Zambia            | Premier League | ?     | ?      |
| 2014    | Zanaco FC         | Zambia            | Premier League | ?     | ?      |
| 2015    | Zanaco FC         | Zambia            | Premier League | ?     | ?      |
| 2016    | Zanaco FC         | Zambia            | Premier League | ?     | ?      |
| 2016/17 | Polokwane City FC | Południowa Afryka | PSL            | 12    | 0      |
| 2017/18 | Polokwane City FC | Południowa Afryka | PSL            | 19    | 1      |
| 2018/19 | Polokwane City FC | Południowa Afryka | PSL            | 27    | 2      |
| 2019/20 | Polokwane City FC | Południowa Afryka | PSL            | 24    | 3      |
| 2020/21 | Polokwane City FC | Południowa Afryka | NFD            | 24    | 2      |
| 2021/22 | Zanaco FC         | Zambia            | Premier League | ?     | ?      |

## Kariera reprezentacyjna
W reprezentacji Zambii Phiri zadebiutował 28 listopada 2013 roku w zremisowanym 1:1 meczu CECAFA Cup 2013 z Tanzanią, rozegranym w Machakos.